# Felicidade de Sousa Guterres

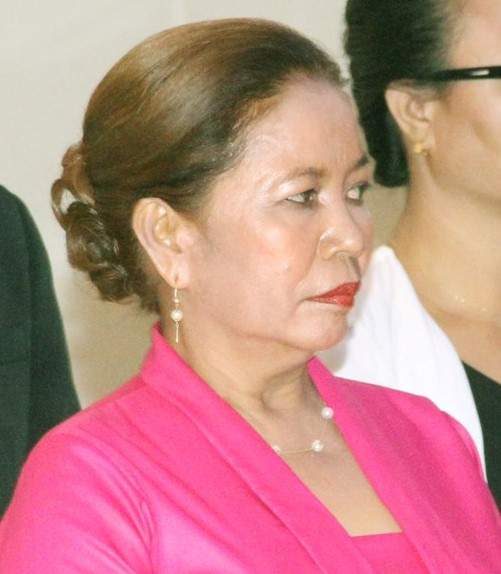
Felicidade de Sousa Guterres (2015)

Felicidade de Sousa Guterres ist eine osttimoresische Diplomatin und Beamtin. Sie war die erste Botschafterin Osttimors in Kambodscha und ist seit 2021 Botschafterin in Neuseeland.

## Werdegang
Guterres schloss 1997 ein Studium an der Universitas Timor Timur (UnTim) ab, der heutigen Universidade Nasionál Timór Lorosa'e (UNTL).
Guterres war Mitglied der osttimoresisch-indonesischen Wahrheits- und Freundschaftskommission (CTF), die sich mit der Aufarbeitung der Besetzung Osttimors durch Indonesien und den Verbrechen von 1999 beschäftige. Der Abschlussbericht wurde 2008 vorgelegt.
Guterres war Nationale Beraterin für Außenhandel im Handelsministerium, als sie am 19. November 2015 von Staatspräsident Taur Matan Ruak zur ersten Botschafterin Osttimors in Kambodscha ernannt wurde. Die Akkreditierung erfolgte am 28. April 2016. 2019 endete ihre Dienstzeit in Kambodscha. Am 30. Dezember erstattete Guterres bei Premierminister Hun Sen ihren Abschiedsbesuch. Dabei wurde sie mit dem Sahakmetrei Mahasereiwat ausgezeichnet, der höchsten kambodschanischen Auszeichnung für ausländische Würdenträger.
Am 30. Oktober 2020 wurde Guterres zum Mitglied des Verwaltungsrates des Centro Nacional Chega! (CNC) und am 13. Juli 2021 zur osttimoresischen Botschafterin in Neuseeland vereidigt.